# Pouteria micrantha
Pouteria micrantha là một loài thực vật thuộc họ Sapotaceae. Đây là loài đặc hữu của Cuba.